# Condado de Bourbon (Kansas)
El condado de Bourbon (código de condado BT) es uno de los 105 condados del estado de Kansas, en Estados Unidos. La sede del condado es Fort Scott, que también es su ciudad más poblada. El condado posee un área de 1.655 km² (de los cuales 5 km² están cubiertos de agua), una población de 14.950 habitantes y su densidad de población es de 9,1 hab./km² (según el censo nacional de 2006). Este condado fue fundado el 25 de agosto de 1855.